# Coccinelle
Jacqueline Charlotte Dufresnoy, más conocida como Coccinelle (París, 23 de agosto de 1931-Marsella, 9 de octubre de 2006) fue una célebre actriz, vedette y cantante francesa.

## Biografía
Nació el 23 de agosto de 1931 en París, Francia. No se tienen muchos detalles de su juventud, pero parece ser que vivió su transición con el apoyo de su familia. Se sabe también que se desempeñó durante algún tiempo como artillera para el ejército francés.

### Carrera
En 1953, surgió con el nombre de Coccinelle (“mariquita” o “catarina” en español), debutando como corista y vedette en el salón de female impersonators y drag queens Chez Madame Arthur, donde su madre era vendedora de flores. Allí realizaba imitaciones de la actriz francesa Danielle Darrieux. Eventualmente también trabajó en el club nocturno parisino Le Carrousel, donde alternó con figuras como April Ashley y Bambi, otras destacadas vedettes trans. Se dice que su inspiración e ideal femenino era Marilyn Monroe.
En 1963, durante siete meses, se presentó en el Olympia de París con un espectáculo titulado Recherche la femme. En esa época, alternó con figuras como Édith Piaf. Ya en 1959, había debutado en el cine en la película Nuits d’Europe, de Alessandro Blasetti. En total, realizó otras cinco películas más en la década de los 1960, pero el cine en realidad nunca fue su ambición. Lo suyo eran los shows de revista y cabaret. Poco a poco, Coccinelle se convirtió en una de las artistas más destacadas de toda Francia y pronto su fama traspasó fronteras. A partir de la década de los 1970, realizó una gira por Europa y Latinoamérica. En 1978, se instaló en Berlín, Alemania, donde se convirtió en la figura estelar del célebre cabaret Chez Nous. 
En 1982, Coccinelle se instala en Argentina, país en el que su carrera vive un segundo aire. Trabajó en televisión y en espectáculos de cabaret de aquel país. En 1986, regresó como estrella al Madame Arthur, recinto que la vio nacer cuarenta años atrás. Su espectáculo obtuvo gran éxito y nuevamente se volvió figura mediática, apareciendo en programas de televisión y en medios impresos. También triunfó con una temporada en el Casino de Paris.
En su carrera también lanzó tres producciones musicales. La última la realizó en 2005. Coccinelle también trabajó como activista en favor de las personas transgénero. Fue la fundadora de la organización Devenir Femme (Convertirse en mujer), creada con el fin de brindar apoyo emocional y práctico a quienes buscan una cirugía de reasignación de género. También ayudó a crear el Centro de Ayuda, Investigación e Información para la Transexualidad y la Identidad de Género en Francia.
A principios de los 1990, Coccinelle presentó un espectáculo en el que narraba la historia de su vida. Por desgracia, el estallido de la Guerra del Golfo, provocó una crisis económica que afectó a su espectáculo, que tuvo que cerrar la temporada. Decidió entonces alejarse de la vida pública y se retiró a vivir de manera pacífica al sur de Francia. Su última actuación la realizó en 1992.

## Vida privada
En 1958, Coccinelle decidió realizarse una cirugía de reasignación de sexo. Esta la realizó en Casablanca, Marruecos, en la clínica del prestigiado ginecólogo francés Georges Burou, quién también estuvo detrás de la cirugía de April Ashley. Coccinelle comentaba que el Dr. Burou “rectificó el error que la naturaleza había cometido”. Coccinelle supo que la cirugía había sido un éxito cuando el Dr. Burou la saludó con un Bonjour, Mademoiselle. Jacques Charles desapareció y Jacqueline Charlotte tomó su lugar. Su nuevo nombre legal lo obtuvo con la ayuda del prestigiado abogado Robert Badinter.
Su vida personal fue muy polémica. En 1961, contrajo matrimonio con el periodista Francis Paul Bonnett. Su boda causó sensación en los medios. Fue la primera vez que una mujer transexual se casó de blanco, y entregada en el altar por su padre. El matrimonio se efectuó bajo la fe católica, luego de que la iglesia reconoció su identidad femenina y hasta fue rebautizada. En 1966 contrajo segundas nupcias con el bailarín paraguayo Mario A. Costa. Ya en semirretiro en Marsella, se casó en terceras nupcias en 1996 con el actor transformista Michou.
Pero, a la par de sus matrimonios, la belleza y sensualidad de Coccinelle, causaban impacto entre los hombres. El galán de cine francés Alain Delon, quedó sorprendido ante su belleza y el cantante Ghigo Agosti le compuso el tema Coccinella, que provocó mucha controversia en la época.

### Muerte
Coccinelle pasó sus últimos días en el cabaret LouLou de Marsella. En abril de 2006, sufrió un derrame cerebral. Seis meses después, el 9 de octubre de 2006, Coccinelle murió de un paro cardíaco en el Hospital Timone de Marsella. Según se dice, sus últimas palabras fueron: No tuve mi vida, al menos déjenme tener mi muerte.

## Legado
Coccinelle ha sido objeto de numerosos homenajes y reconocimientos a su legado. El más importante fue la inauguración del Paseo de Coccinelle, una calle ubicada en París. Se proclamó con su nombre el 18 de mayo de 2017, y es la primera calle de Europa en llevar el nombre de una persona transexual.